# AKABOSHI -異聞水滸伝-
『AKABOSHI -異聞水滸伝-』（アカボシ いぶんすいこでん）は、天野洋一による日本の漫画。『週刊少年ジャンプ』（集英社）において、2009年25号から49号まで連載された。全24話。

## 概要
天野洋一の『週刊少年ジャンプ』に於ける二度目の連載となる。登場人物や世界観などは中国明代に書かれた小説『水滸伝』を元に作られているが、天野自身は「色々とカオスな自分的『水滸伝』として読んで欲しい」とコメントしている。そのコメント通り、内容は藤崎竜の『封神演義』にも似た、奇抜な設定を盛り込んでいる。
しかし、連載の短期打ち切りによって108の魔星を持つ英雄が全員揃うことはなく、『水滸伝』の序盤に相当する部分を描いただけで物語に決着を見ないまま終了している。
単行本の第3巻では、伏線を回収するために連載版では書かれなかった設定を盛り込み、また後日談を２話載せてある。

## あらすじ
900年前の中国・宋の時代、圧政と貧困に苦しむ民衆の間で、伝説の義賊の噂が囁かれていた。腐敗したこの国を倒し変えようとする正義の集団、その名は「替天行道」。彼等に憧れる少女・翠蓮は「替天行道」の名を騙り悪を倒す事で、皆に希望を与えようとしていた。そんな彼女の前に、巨大な剣を持った傍若無人な少年が現れる。紅く燃える流星の如き剣技を振るうその少年の名は、戴宗。この世界の夜明けを告げる明星（あかぼし）にならんとする男である。

## 登場人物

### 主要登場人物
戴宗（たいそう）/流星（りゅうせい）
本作の主人公。義賊「替天行道」のメンバー。誕生日は7月7日。血液型はB型。身長161cm、体重52kg。好きなモノは豚の丸焼きと饅頭。嫌いなモノは役人とヘルシーフード。一人称は「俺」。二人称は「おたく」。口癖は「笑えねぇ」と「～かどうかはオレが決める」。16歳。
かなりの面倒臭がりで、歩くことも厭い、翠蓮や林冲、果てには自分を襲ってきた山賊を乗り物代わりに使う。動物を「食品」としか思っていなく、自分に届いた伝書鳩をも焼いて食べてしまった程。が、ペットのように連れている猫のような虎には平伏している。あまりにも傍若無人だが、彼の行動はある意味では理にかなっている（例として、王進が説得に応じるような人間ではないと判断し、強硬手段に出たりした）。また、幼い頃は孤児であった。
宝剣「伏魔之剣（ふくまのつるぎ）」を武器にする。刃の無い剣なのだが、彼は高速で振り回すことで生み出される摩擦熱により灼き切る事が出来る。また、車よりも速く走る事の出来る脚力を持つ。
天速星という魔星を身に宿した宿星で、梁山泊での戦いをきっかけに星の力を扱えるようになる。
単行本の第３巻では、夢の中で義父洪信の助言を受け天速星の力に目覚めるシーンが掲載されている。
神行炎龍（しんこうえんりゅう）
「伏魔之剣」を地面に擦り付け摩擦熱で生じる火炎を、突進の勢いで放つ。彼が「流星」と呼ばれる理由。
神行飛龍（しんこうひりゅう）
神行炎龍の火炎が作り出す上昇気流で飛行する。星の力を使っている際は助走無しでも飛べるようになる。
神行昇龍（しんこうしょうりゅう）
壁を利用して垂直に移動する。星の力を使っている際は壁無しでも跳べるようになる。
神行旋龍（しんこうせんりゅう）
辺りに火を撒き散らした後、炎を撃ち出す。撃ち出された炎は周りの火を巻き込みながら勢いを増していく。
神行双龍（しんこうそうりゅう）
炎の熱気で自身の残像を作り出す。
金翠蓮（きん すいれん）
済州鄆城県の村に住んでいた少女。誕生日は3月11日。血液型はA型。身長139cm、体重32kg。好きなモノは動物全般（特にパンダ）。嫌いなモノは昆虫類。13歳。
村を山賊や国から守るために、パンダのお面を被って「替天行道」を名乗っていた。ひょんなことから戴宗と運命的な出会いを果たす。
戴宗の任務の一環で共に旅をすることになる。彼の破天荒ぶりに振り回されてばかりいるが、それでもどこか彼を慕っている。胸がないことを気にしている。現在では替天行道の見習いとなっている。旅芸人の娘だった事もあって身体能力はそれなりにあるが、戴宗らと比べられる程ではない。
最終話で地獣星の宿主となり、宿星になる。第３巻に載せられた後日談では、地獣星の能力で動物と言葉を交わせるようになっている。
師匠（ししょう）
戴宗が連れている、一見子猫にしか見えない虎。戴宗から「（自身の）師匠」と崇められているが、何の師匠かは不明。林冲を嫌っている（虎と豹は相容れないらしい）。
林冲（りんちゅう）/豹子頭（ひょうしとう）
八十万禁軍武術師範補佐。束ねた長髪が特徴な美形の男。誕生日は10月8日。血液型はA型。身長179cm、体重70kg。好きなモノは小魚と猫。嫌いなモノは義賊とジャンクフード。19歳。
元は両親に売られた孤児で、成り行きで王進の義理の息子となる。自らが親と認めた者に裏切られ続けたが、王進だけは自らを本当に受け入れてくれた存在として慕っていて、師に仇なす者は誰であろうと容赦なく抹殺するという信念を持つ。また義賊を名乗る山賊に育てられ、裏切られた過去を持つため、義賊を名乗る戴宗とはいがみ合ってばかりいる。槍棒の達人で蛇矛を得物とし、容姿に似合わぬ野性的な武技から、「豹子頭」の異名が付いた。王進を助けられた借りを返すため、戴宗に同行する。
夢幻百華・蓮華（むげんひゃっか れんげ）
蛇矛で自分の周囲を薙ぎ、衝撃を放つ。
夢幻百華・椿（むげんひゃっか つばき）
蛇矛を超音速で振ることで生じる真空の刃を蛇矛にのせて打ち出す。

### 替天行道
宋江（そうこう）/及時雨（きゅうじう）
替天行道の頭領（ボス）。穏やかな性格と外見の青年だが、戴宗を軽いビンタで吹き飛ばすなど実力は計り知れない。常に笑顔を絶やさないでいる。戴宗の扱いがうまい。表向きは鄆城県の押司として暮らしている。
戴宗（たいそう）/流星（りゅうせい）
主要登場人物の欄参照
花和尚（かおしょう）
替天行道の幹部で、頭領の右腕。戴宗同様並外れた戦闘力と怪力の持ち主だが、れっきとした僧侶でもある。髪型に気を使っていて（と言っても僧であるためどう見ても坊主頭だが）、頭に触られると怒る。
時遷（じせん）/鼓上蚤（こじょうそう）
替天行道の間者（スパイ）。メンバーに任務の内容を伝えている。蛙の被り物という変わった姿をしている。実は声が渋いらしい。
孫二娘（そんじじょう）/母夜叉（ぼやしゃ）
替天行道のメンバー。巨乳。よく戴宗をからかって遊んでいる。痺れ薬を盛るいたずらが得意。武器は巨大な肉斬包丁で、刃には「人斬包丁」と書かれている。
張青（ちょうせい）/番人（ばんにん）
替天行道のメンバー。細面の顔と巨大な体躯を持つ。孫二娘を「お嬢」と呼び、プロポーズするも即答で断られた。
蔣敬（しょうけい）/神算子（しんざんし）
替天行道のメンバー。戴宗の起こす騒動に日々頭を悩ませている。算盤をよくいじっている。
王定六（おうていろく）/稲妻（いなずま）
替天行道のメンバー。無邪気で活発な少年。戴宗に憧れている。
稲妻11人蹴り（イナヅマイレブン）
速さを武器に11人を蹴り飛ばす。
公孫勝（こうそんしょう）/入雲龍（にゅううんりゅう）
替天行道のメンバー。第2の問題児と言われる。自己中心的で掴みどころのない性格。鳥や風の流れを追ってどこかへ出かけてしまい、迷子になることが多い(戴宗から特技として挙げられている道術はおまけ扱い)。兄弟子が世界に解き放った"禁術"をこの世から抹消するため、その元凶を止める為世界を旅している。道術「白の言霊」を扱う道士で、シャボン玉のような道術を使う他、心を読むこともできる。師匠とは親しい。戴宗からは「モコモコ」と呼ばれる。
洗浄風（シャンプー）
「浄」と書かれた複数のシャボン玉を飛ばして、相手の道術を解除する。
守熊柵（もりのくまさん）
「熊」と書かれたシャボン玉で作り上げた熊を、巨大化させてその中に相手を30分間だけ閉じ込めておく。内側からのどんな攻撃も通用しない。
治癒泡（チワワ）
「癒」と書かれたシャボン玉で味方を包み込んで、中の人の自然治癒力を100倍に高める。
劉唐（りゅうとう）/赤髪鬼（せきはつき）
替天行道のメンバー。戴宗にいつも眉毛を全剃りにされるなど、弄られている。かなりの強面だが根は優しい。
巨大なヌンチャクを得物にしている。

### 宋

#### 上層部
八代宋王
宋の現王。幼いため奸臣たちの操り人形となっている”傀儡の帝”。
高俅（こうきゅう）
殿帥府大尉。”三本の絲”と呼ばれる朝廷三大権力の一人。
宮殿に満足に入れないほどの巨体を持つが、それとは対照的に子供のような声・口調・ちぐはぐな論理・残虐性を持つ。蹴鞠が得意で、王とも遊んでいる。
政権を牛耳るために七代宋王哲宗を殺し、その罪を全て洪信に着せ殺害した。戴宗が最も憎む相手。
蔡京（さいけい）
宰相。”三本の絲”と呼ばれる朝廷三大権力の一人。
童貫（どうかん）
枢密院長官。”三本の絲”と呼ばれる朝廷三大権力の一人。
高衙内（こうがない）
高俅の息子。髑髏の面をつけている。

#### 禁軍
王進（おうしん）
八十万禁軍武術師範。中華で最強の男と呼ばれる。皇帝のため最強の軍を作り上げる事を自らの使命としており、将校から賄賂を受け取らず訓練の手を緩めないため、将校達からは嫌われており、また国の政治のやり方に異を唱えたことから、"三本の絲"等上層部からも忌み嫌われている。しかし王進本人は、みなしごであった林冲の手前もあり、絶対的な忠誠を国に誓っている。無駄な殺生は避ける主義。
何度となく刺客に狙われており王進の行くところには不幸が舞い込むとまで言われているが、本人はいたって気にしていない。戴宗に替天行道に入るようスカウトされるも拒絶。その後関勝に逮捕されそうになる。本人は国を裏切れないため大人しく連行されるつもりだったが、戴宗の邪魔と林冲の熱意に心を動かされ、時遷の案内で母と共に都を去る。現在は史家村の史進の家に匿われている。
関勝（かんしょう）/大刀（だいとう）
八十万禁軍将軍。三国時代の豪傑関羽嫡流の子孫を自称し、見事な顎鬚をたくわえた長身の男。国のする事に黙って従うのが武人のあるべき姿という、王進とは逆の考え方を持つ。青龍偃月刀を武器とし、上空から一気に突きを繰り出す戦法を得意とする。また、自分の血を額に塗ることで関帝憑依（トランスモード）になり、普段の倍以上の実力を発揮できる。高俅の命を受け、王進を「謀反」という名目上捕えに来た。戴宗と林冲の連携の前に敗れる。
月光刃（げっこうじん）
三日月型の軌道を描き前方の広範囲を攻撃する。関帝憑依状態の時は真・月光刃となる。

#### 宿星軍
乾帽子（ひぼし）
高俅の側近。宿星軍結成の第一人者。
何濤（かとう）
済州緝捕観察。内側に「流罪州」が書かれた四角形の刺青が顔面にある。王倫と協力して梁山泊を討つべく、官軍を従える。規則や命令に関して自他共に厳しい。左眼が無いが、これは自身への戒めのために自ら抉り取った。
天山勇らを梁山泊に潜入させ、自らも軍を率いて梁山泊を襲撃するが、替天行道に阻まれ、軍を壊滅に追い込まれる。自身は死を望んだが、高俅の息子に助けられる。
天山勇（てんざんゆう）/一点油（いってんゆ）
何濤が連れてきた刺客の4人組のリーダー格。美しさを追求した戦い方を好む。弓術の達人で、弓矢を自在に操る。星の力を使うと、弓自体を鳥のようなものに変化させる。
梁山泊を襲撃するが、天速星に目覚めた戴宗に敗れる。かろうじて生き残り、戦場から撤退した。
蟲雕（こちょう）
星の力で、矢を意思を持つ鳥に変える。また、移動手段として用いられる。
崔道成（さいどうせい）/生鉄仏（せいてつぶつ）
何濤が連れてきた刺客の一人。動きは鈍いが、並外れた巨体を生かした怪力を武器とする。星の力を使うと、両手に手袋を装備させて、衝撃波を繰り出せる。
梁山泊を襲撃するが、天速星に目覚めた戴宗に敗れる。
寇滅（こうけつ）/毒焔鬼王（どくえんきおう）
何濤が連れてきた刺客の一人。ラッパー。「乱乱」と呼ばれる巨大な人喰いパンダを駆る。星の力を使うと人獣一体となって戦う。
梁山泊を襲撃するが、天速星に目覚めた戴宗に敗れる。
丘小乙（きゅうしょういつ）/飛天夜叉（ひてんやしゃ）
何濤が連れてきた刺客の一人。小柄で常に笑っている男。両手に短剣を構え、回転しながら攻撃する。星の力を使うと、全身を鉄の装甲で覆う。
梁山泊を襲撃するが、天速星に目覚めた戴宗に敗れる。

#### その他
府尹（ふいん）
政府の高官。仕立て上げられた賊に疑問を持ち進言したところ、「お勉強」の名目の元、高俅に殺された。
鄭（てい）
鄆城知県（知事）。でっぷりと太った男。自らの地位を利用して村人に圧政を敷き暴虐の限りを尽くす。戴宗に焼き尽くされる。
趙能（ちょうのう）
鄆城県都頭（警備隊長）。身長八尺五寸（約255cm）の長身の男。慇懃無礼な丁寧語を使う。県尉（警察の総責任者）の息子で、父親の肩書きをいいことにやりたい放題している。本人曰く「形から入る」のが主義。長身を生かして朴刀を2本振り回す戦法を得意とするが、戴宗には全く敵わず、馬車の馬にされた。隙を見て逃げ出したが、偶然居合わせた花和尚にデコピンで吹き飛ばされた。
楊志（ようし）/青面獣（せいめんじゅう）
官軍提轄使。青い右眼と黒い左眼を持つ。ケンカ好き。
梁中書（りょうちゅうしょ）
北京大名府留守。楊志の雇い主。

### 梁山泊
王倫（おうりん）/白衣秀士（はくいしゅうし）
梁山泊の頭領。山賊から絶大な信頼を得ているが、梁山泊の部下たちを宋に売り、自らの保身を計画している。道士であり禁術「黒の言霊」の使い手。常に持っている筆で言霊を書き、人間や動物を意のままに操る。
何濤らと組み自ら梁山泊でクーデターを起こすが、助太刀に現れた公孫勝に「黒の言霊」を解除され、最期は自らその身を滅ぼした。
杜遷（とせん）/着天金剛（ちゃくてんこんごう）
梁山泊の第2頭領。明るくさっぱりした性格。第一人称は「ボク」。梁山泊の舟番だが、船酔いしやすく、カナヅチである。両刀の巨大な錘を振り回し、雷を起こす。宋万との連携技阿吽の虚空を放つ。王倫に心酔していて、彼が梁山泊を裏切ったことを始めは受け入れられなかった。
宋万（そうまん）/雲裏金剛（うんりこんごう）
梁山泊の第3頭領。歌舞伎役者のような強面の大男。杜遷とは逆に無口である。棘のついたメリケンを両手に持ち、体躯に似合わぬすばやい動きで敵を翻弄する。この武器は阿吽の虚空で杜遷が放った雷を受ける避雷針にもなる。
単行本の第3巻での追加ページにて、王倫からは「賢く醜い、自分のためならば仲間を裏切れる」人物と評価され、彼の計画を事前に聞かされていたことが明らかになる。しかし部下の山賊達が容赦無く倒れていくのを見て心境が揺らぎ、王倫に牙を向ける。
朱貴（しゅき）/旱地忽律（かんちこつりつ）
梁山泊の第4頭領。梁山泊の麓で酒店を営む、入山審査のような役割を請け負っている。女性は無条件で入れるらしい（ただし扈三娘は例外扱いされた）。モットーは「楽して楽しく」。茶目ッ気のある性格で普段はお気楽そのものだが、緊急時には冷静沈着な行動をとる。梁山泊の現状に退屈しており、スリルが欲しいとのこと。身体の至る所に隠し持つ無数の包丁を、投げナイフのように扱う。その戦法から戴宗に『手品ヤロー』と呼ばれている。
王倫の命令で、林冲らを始末しようとするが、彼らの強さを認め入山を許可する。なぜかは不明だが戴宗を気に入っている。
獄樂鳥（ごくらくちょう）
巨大な鳥の形を成す無数の包丁を浴びせる。食らった相手は鳥籠のようになった包丁の山に閉じ込められる。
扈三娘（こさんじょう）/一丈青（いちじょうせい）
山道で戴宗たちが出会った少女。誕生日は4月20日。血液型はO。身長は165cm。体重は不明。好きなものは海棠の花（のように美しいと思ってる自分）で、嫌いなものは自分の怪力（というよりむしろ自分より弱い男たち）らしい。見た目は可憐な美少女なのだが、極度の大食いなうえ岩壁を素手で粉々に砕いたり、木を素手で引き抜くことができる怪力の持ち主。本人はあくまで自分を「かよわい」と言い張っているぶりっ子でもあり、戴宗や林冲からは「バカ」「メス」などと散々に言われている。また、二人とは美的センスもずれており、戴宗の師匠を可愛くないと発言、戴宗、林冲と大喧嘩に発展した。
連載版では梁山泊に入山した理由は語られなかったが、単行本の第3巻での追加設定で、山賊に盗まれた自分の愛刀日月双刀を取り戻すために入山したことが明らかになった。

### 村民
いずれも最終回エピローグに登場。
晁蓋（ちょうがい）/托塔天王（たくとうてんのう）
東渓村保正。宋に苦しめられる民を救うという思いから、宋を倒すという野望を持つ男。気まぐれな性格。二日酔いに安道全の胃薬、『甘藍神』（キャベガミ、本誌掲載時はキャベジン）を服用する。ある日夢で北斗七星が家に降る夢を見る。その夢を見てから七人の仲間で生辰鋼の強奪を言い出して決行しようとしていたが、メンバーが自分のを含めて六人しか集まらず少しやる気をなくしていた。流れ着いた戴宗を一目で気に入り北斗七星最後の一人に決める。
なお、生辰鋼の強奪は原作『水滸伝』序盤の山場の一つであるが、原作では戴宗ではなく公孫勝もしくは劉唐が7人目。
呉用（ごよう）/智多星（ちたせい）
東渓村で塾を営む若者。晁蓋の親友。よく周囲に振り回されている。北斗七星の一人になり生辰鋼の強奪計画を練る。
白勝（はくしょう）/白日鼠（はくじつそ）
東渓村に住む若者。北斗七星の一人。
安道全（あんどうぜん）/神医（しんい）
東渓村に住む医者。小柄だが年寄りのような喋り方をする。晁蓋の侍医で、常に冷めたツッコミを繰り出す。北斗七星に誘われたが患者を優先し断った。
薛永（せつえい）
安道全の助手。骨のように痩せた包帯男。「アイサー」が口癖。
阮小二（げんしょうじ）/凶星（まがぼし）
石碣村に住む漁師。阮三兄弟の長兄。北斗七星の一人。
阮小五（げんしょうご）/短命二郎（たんめいじろう）
石碣村に住む漁師。阮三兄弟の次兄。戴宗の幼馴染。北斗七星の一人。
阮小七（げんしょうしち）/活閻羅（かつえんら）
石碣村に住む漁師。阮三兄弟の末弟。北斗七星の一人。

### その他
史進（ししん）/九紋竜（くもんりゅう）
史家村に住む若者。肩から胸にかけて刺青がある。棒術の達人。王進を家に泊めていた。
樊瑞（はんずい）/混世魔王（こんせいまおう）
公孫勝の兄弟子で、彼が追っている男。禁術を盗み出し、王倫に「黒の言霊」を教えた。
洪信（こうしん）
鄆城知県に住む村一番の腕前を持つ貧乏鍛冶屋。戴宗の義父。中性的な容姿とその仕草から村の子供たちから「オカマ」と呼ばれて馬鹿にされていた。孤児であった戴宗を引き取り、精一杯愛情を注いだ。戴宗自身はそのことを疎ましく感じていたが、同時に心の拠り所ともしていた（戴宗は内心ではとても慕っているも心を開いてしまったら自分の実の両親のことを忘れてしまうではないかと恐れていた）。戴宗の持つ「伏魔の剣」の製造者。
かつて鍛冶の腕を買われ軍の武器製造の最高責任者と宮廷鍛冶師として働いていた経験があり、だが自分の製造した武器が罪の無い人々を殺していくことが恐くなり逃げ出してしまった過去があり、そのつてを高俅の陰謀に利用された。七代宋王哲宗の殺人犯として罪を着せられ、最期は戴宗の目の前で高俅に殺された。
原典では物語の冒頭で伏魔殿の封印を解き、百八魔星をこの世に解き放った。今作では彼は原典と同じく物語の始まりに深く関わり、製造した「伏魔の剣」が七代宋王の殺害に使われたことで物語が始まり、また戴宗に力を与え宿星軍の魔星をこの世に解き放ち新たな物語の始まりのきっかけとなる。
盧俊義（ろしゅんぎ）/玉麒麟（ぎょっきりん）
北京大名府の大商人。
燕青（えんせい）
盧俊義の従者。ドS。主人の盧俊義に従者とは思えない言い方をする。
李逵（りき）/黒旋風（こくせんぷう）
江州の牢城に囚われている大男。
顧大嫂/母大虫、孫新/少尉遅、湯隆/金銭豹子、鄧飛/火眼晙狻猊、武松/行者、侯健/通臂猿
エピローグで登場する。コミック第三巻で名前が判明する。

## 用語
替天行道（たいてんぎょうどう）
中国の村人たちの間で囁かれている伝説の義賊。名前の意味は、「天に替わって道を行う」というもの。その正体は一騎当千の実力を持つ精鋭108人の英傑を集め、中国王朝・宋に対して革命を起こし中国再建を目的とする革命者達。最終目的の達成の為に計画を進め機会を狙っている。
梁山泊（りょうざんぱく）
険しい自然の要塞として知られる山。難攻不落の要塞と言われ山賊たちが根城としており、替天行道は本拠地として狙っている。
伏魔之剣（ふくまのつるぎ）
戴宗が常に持ち歩いている長さ2ｍにもなる巨大な両刃の剣。ほとんどクズ鉄同然で大きな穴が開いていて、しかも刃が欠けてしまっている。
戴宗の義父洪信の遺作。元は王の弟の誕生祝の宝剣として製造されたが高俅の手の者によって七代宋王の暗殺に使われたため、「王殺しの剣」と呼ばれる。高俅によって洪信の身体ごと噛み砕かれてしまった。その後戴宗によって無理矢理修理されたと見られる。前述の通り武器としてはほとんど意味をなさないが、その深い因縁が戴宗に力を与えている。
宋
物語の世界に於ける中国の現王朝。中国を統一するまで長い戦を続けてきたが、現在は周囲の国と手を結び国は大きく発展した。しかしその傍ら民衆に対して圧政を敷く者も増えている。
三本の絲
北宋の政治を裏で牛耳る高俅、蔡京、童貫の三名を表す言葉。事実上の最高権力であり、国民を苦しめる災いの禍根となっている。替天行道の必ず倒しべき標的。
108魔星の力
通称「星の力」と呼ばれる、選ばれたものの中に宿るといわれる力。武器にその力を使う事で、強力な力を使うことができる。また、本人と武器の因縁が深ければ深いほど、力のシンクロ率が上がりより強力な力を発揮する。全部で108あり、その宿星を全員従えた者は天下を獲れるという。
宿星
星の力を宿した人間。宿主が死んでしまうと宿っている星は自動的に新たな宿主を求め流れて行く。
宿星軍
宋の下に君臨する宿星を宿した者たちで構成された軍隊。高俅に従っている。半数もの宿星が所属していたが戴宗により壊滅され、星は再び解き放たれ新たな宿主を求め天に飛び立っていった。

## 書誌情報
- 天野洋一『AKABOSHI -異聞水滸伝-』集英社〈ジャンプ・コミックス〉新書判、全3巻
  1. 「流星の戴宗」2009年10月2日 ISBN 978-4-08-874777-4
  2. 「梁山泊」2009年12月4日 ISBN 978-4-08-874779-8
  3. 「108の星」2010年2月4日 ISBN 978-4-08-870001-4

## 担当編集
- 大西恒平：第1話（2009年5月）[2] -